# Irileka iridescens
Genre
Espèce
Irileka iridescens, unique représentant du genre Irileka, est une espèce d'araignées aranéomorphes de la famille des Sparassidae.

## Distribution
Cette espèce est endémique du Pilbara en Australie-Occidentale,. Elle se rencontre sur l'île de Barrow et vers Nullagine.

## Description
La carapace du mâle holotype mesure 4,88 mm sur 4,04 mm et l'abdomen 4,45 mm de long sur 3,12 mm et la carapace  de la femelle paratype mesure 4,31 mm de long sur 3,69 mm et l'abdomen 5,59 mm de long sur 4,25 mm.

## Publication originale
- Hirst, 1998 : Irileka, a new heteropodine genus (Araneae: Heteropodidae) from Western Australia. Records of the Western Australian Museum, vol. 19, p. 141-144 (texte intégral).